# Крупець (Польща)
Крупець (пол. Krupiec) — село в Польщі, у гміні Красностав Красноставського повіту Люблінського воєводства. Населення — 283 особи (2011).

## Історія
За даними етнографічної експедиції 1869—1870 років під керівництвом Павла Чубинського, населення села порівну становили українськомовні греко-католики та польськомовні римо-католики.
У 1975—1998 роках село належало до Холмського воєводства.

## Демографія
Демографічна структура станом на 31 березня 2011 року:
|          | Загалом | Допрацездатний вік | Працездатний вік | Постпрацездатний вік |
| -------- | ------- | ------------------ | ---------------- | -------------------- |
| Чоловіки | 145     | 38                 | 96               | 11                   |
| Жінки    | 138     | 25                 | 90               | 23                   |
| Разом    | 283     | 63                 | 186              | 34                   |